# Chi Linh
«Chi Linh» — вьетнамский супертанкер, купленный у Советского союза в 1989 году. Судно построено на Керченском судостроительном заводе «Залив» и до продажи Вьетнаму носило название «Крым». 9 апреля 1974 года супертанкер был спущен на воду, а 1 января 1975 года был приписан к Новороссийскому морскому пароходству. В настоящее время танкер не на «ходу» и используется как плавохранилище

## Характеристики
Длина танкера — 295 м, ширина — 45 м, высота борта — 25,4 м, осадка — 17 м, водоизмещение — 180 тыс. т, дедвейт — 150 500 т, грузоподъемность — 143 250 т, скорость хода 15,5 узла, мощность паротурбинной установки — 30 тыс. л. с. Полный запас топлива — 9250 т, что дает возможность осуществлять дальность плавания 25 тыс., миль (практически, вокруг земного шара). Экипаж—36 человек.